# 1968-as Formula–1 francia nagydíj
Az 1968-as Formula–1 világbajnokság hatodik futama a francia nagydíj volt.

## Futam
A francia nagydíjat 1964 után ismét Rouen-Les-Essarts-ban rendezték, Jackie Oliver az időmérésen összetörte Lotusát, amelyet a versenyre már nem tudtak rendbe hozni. Jochen Rindt Lotusa, Stewart Matrája és Ickx Ferrarija alkották a rajtrács első sorát.
A rajtnál enyhén esett, a legtöbben intermediate gumikkal rajtoltak, míg Ickx esőgumival. A belga ennek köszönhetően már az első kör végén vezette a futamot.
A francia Jo Schlesser is részt vett a versenyen, aki a különleges, léghűtéses, magnéziumvázas Honda RA302-t vezette (Surtees nem volt hajlandó ezzel az autóval indulni, mivel nagyon veszélyesnek találta). Schlesser a 3. körben elvesztette uralmát az új Honda felett a Six Fréres kanyarban, az autó az 57 körre elegendő üzemanyaggal kigyulladt. Schlesser a negyedik halott  F1-es versenyző volt 1968-ban.
A verseny tovább folytatódott: Rindt felfüggesztési hiba miatt boxkiállásra kényszerült, míg Surtees megelőzte Stewartot a második helyért. Rodríguez a második, Hill a negyedik helyre jött fel, de mindketten kiestek. Ickx a 19. körben kicsúszott, de két körön belül a harmadik helyről visszaállt az élre és megszerezte első Formula–1-es győzelmét. Surtees második, Stewart harmadik lett.
| Helyezés | #  | Versenyző            | Csapat/Motor  | Futott körök | Idő/Kiesés oka      | Rajthely | Pontszám |
| -------- | -- | -------------------- | ------------- | ------------ | ------------------- | -------- | -------- |
| 1        | 26 | Jacky Ickx           | Ferrari       | 60           | 2:25:40,9           | 3        | 9        |
| 2        | 16 | John Surtees         | Honda         | 60           | + 1:58,6            | 7        | 6        |
| 3        | 28 | Jackie Stewart       | Matra-Ford    | 59           | + 1 kör             | 2        | 4        |
| 4        | 30 | Vic Elford           | Cooper-BRM    | 58           | + 2 kör             | 17       | 3        |
| 5        | 8  | Denny Hulme          | McLaren-Ford  | 58           | + 2 kör             | 4        | 2        |
| 6        | 36 | Piers Courage        | BRM           | 57           | + 3 kör             | 14       | 1        |
| 7        | 22 | Richard Attwood      | BRM           | 57           | + 3 kör             | 12       |          |
| 8        | 10 | Bruce McLaren        | McLaren-Ford  | 56           | + 4 kör             | 6        |          |
| 9        | 6  | Jean-Pierre Beltoise | Matra         | 56           | + 4 kör             | 8        |          |
| 10       | 24 | Chris Amon           | Ferrari       | 55           | + 5 kör             | 5        |          |
| 11       | 34 | Jo Siffert           | Lotus-Ford    | 54           | + 6 kör             | 11       |          |
| HN       | 20 | Pedro Rodríguez      | BRM           | 53           | Helyezés nélkül     | 10       |          |
| Kiesett  | 2  | Jochen Rindt         | Brabham-Repco | 45           | Üzemanyag szivárgás | 1        |          |
| Kiesett  | 4  | Jack Brabham         | Brabham-Repco | 15           | Benzinpumpa         | 13       |          |
| Kiesett  | 12 | Graham Hill          | Lotus-Ford    | 14           | Féltengely          | 9        |          |
| Kiesett  | 32 | Johnny Servoz-Gavin  | Cooper-BRM    | 14           | Baleset             | 15       |          |
| Kiesett  | 18 | Jo Schlesser         | Honda         | 2            | Végzetes baleset    | 16       |          |

### Statisztikák
Vezető helyen:
- Jacky Ickx 59 (1-18 / 20-60)
- Pedro Rodriguez 1 (19)

Jacky Ickx 1. győzelme, Jochen Rindt 1. pol pozíció , Pedro Rodríguez egyetlen leggyorsabb köre.
- Ferrari 42. győzelme.